# Repište
Repište es un municipio situado en el distrito de Žiar nad Hronom, en la región de Banská Bystrica, Eslovaquia. Tiene una población estimada, en septiembre de 2023, de 264 habitantes.
Está ubicado al noroeste de la región, en el valle del río Hron —un afluente izquierdo del Danubio— y cerca de la frontera con las regiones de Nitra y Trenčín.

## Demografía
| Año        | 1994 | 2004    | 2014    | 2024    |
| ---------- | ---- | ------- | ------- | ------- |
| Población  | 325  | 304     | 299     | 277     |
| Diferencia |      | −6,46 % | −1,64 % | −7,35 % |

| Año        | 2023 | 2024    |
| ---------- | ---- | ------- |
| Población  | 270  | 277     |
| Diferencia |      | +2,59 % |